# Anopheles mattogrossensis
Anopheles mattogrossensis este o specie de țânțari din genul Anopheles, descrisă de Lutz și Arthur Neiva în anul 1911. Conform Catalogue of Life specia Anopheles mattogrossensis nu are subspecii cunoscute.